# Catastrophe de la mine de jade de Hpakant de 2015
Pour les autres glissements de terrain ayant entraîné une catastrophe comparable aux abords de Hpakant, voir Catastrophe de la mine de jade de Hpakant.
La catastrophe de la mine de jade de Hpakant de 2015 est survenue le 21 novembre 2015 lorsqu'un glissement de terrain majeur s'est produit dans une mine de jade de la ville de Hpakant, dans l'État kachin, en Birmanie. Le glissement de terrain a fait 116 morts et une centaine de disparus,,,,,.

## Glissement de terrain
Le glissement de terrain s'est produit tôt le matin, lorsqu'un tas de déchets artificiels provenant de la mine de jade voisine s'est effondré. Beaucoup de personnes tuées étaient des personnes vivant dans un petit village près du tas de déchets, y compris des mineurs et des personnes qui fouillaient le sol en friche à la recherche de restes de jade à vendre. La cause de l'effondrement n'est pas connue.
Les efforts de sauvetage de la Croix-Rouge de Birmanie (en) et d'autres groupes ont été déployés pour trouver et récupérer des survivants ; une personne a été extraite vivante des décombres, mais est décédée des suites de ses blessures. Au moins 116 corps ont été rapportés comme ayant été récupérés. Une centaine de personnes sont portées disparues. Le nombre total de victimes ne peut pas être estimé avec précision, car le nombre précis de personnes qui vivaient à proximité du site n'est pas connu. Selon un responsable du département de l'administration générale du canton de Hpakant, les gens avaient été avertis d'éviter de vivre à proximité du tas de déchets en raison de son potentiel de glissement de terrain.

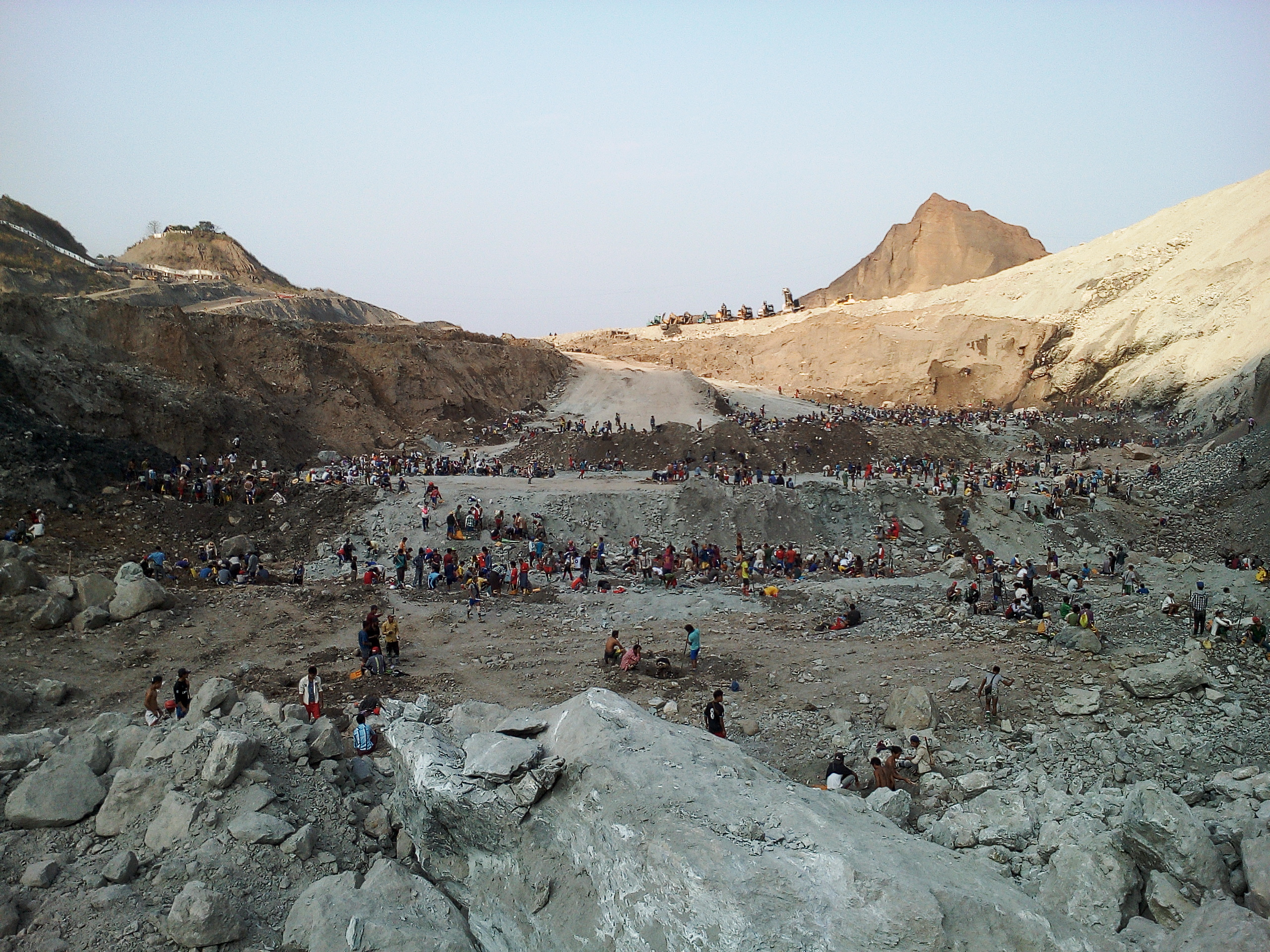
Mine de jade Hpakant en 2018.
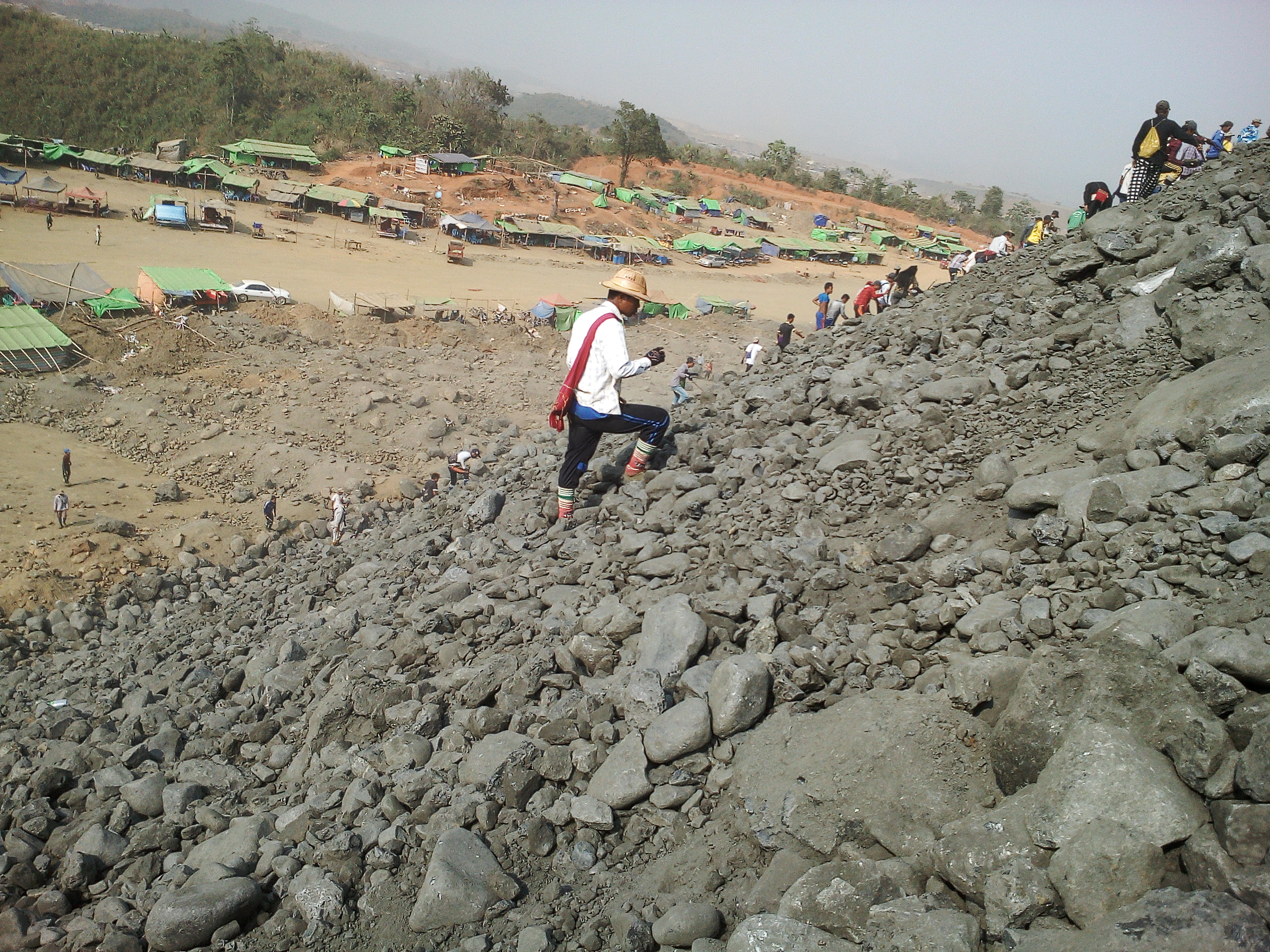
Mine de jade Hpakant en 2018.

## Enquête
L'industrie du jade en Birmanie (en) génère des revenus annuels estimés à 31 milliards de dollars américains. Il est actuellement difficile de savoir quelles entreprises sont responsables de la décharge, bien que l'on sache qu'avant les élections démocratiques de 2015, nombre d'entre elles étaient contrôlées par la direction militaire du pays, ce qui a conduit à des pratiques de sécurité douteuses et à la corruption. Les décès dus à des glissements de terrain similaires sont courants, mais aucun n'a égalé l'ampleur du glissement de terrain de Hpakant. Un porte-parole du parti Ligue nationale pour la démocratie a déclaré qu'ils enquêteraient sur les entreprises et les pratiques qui ont conduit à cette catastrophe.